# Golofa inermis
Golofa inermis är en skalbaggsart som beskrevs av Thomson 1859. Golofa inermis ingår i släktet Golofa och familjen Dynastidae. Inga underarter finns listade i Catalogue of Life.